# Mayra Ramírez
Pour les articles homonymes, voir Ramírez.
Mayra Tatiana Ramírez, née le 23 mars 1999 à Sibaté, est une footballeuse internationale colombienne. Elle évolue actuellement à Chelsea au poste d'attaquante.

## Biographie

### En club
Mayra Ramírez joue d'abord en Colombie pour le Gol Caracol, puis rejoint le Real Pasión, avec qui elle termine deuxième du championnat colombien et se qualifie pour la Copa Libertadores 2015. Elle joue ensuite pour Fortaleza en 2017, puis pour l'Independiente Medellín en 2019, avec qui elle atteint à nouveau la finale du championnat.
Elle rejoint l'Europe en 2020 en signant en Espagne au Sporting de Huelva. En 2022, elle atteint la finale de la coupe de la Reine. Elle part ensuite pour le Levante UD.
En janvier 2024, elle est recrutée par Chelsea pour remplacer l'Australienne Sam Kerr, blessée jusqu'à la fin de la saison. Avec un transfert estimé à 500 000 €, elle devient la joueuse la plus chère de l'histoire.
Le 28 octobre 2024, elle est classée 21e au Ballon d'or féminin pour la saison 2023/2024.

### En sélection

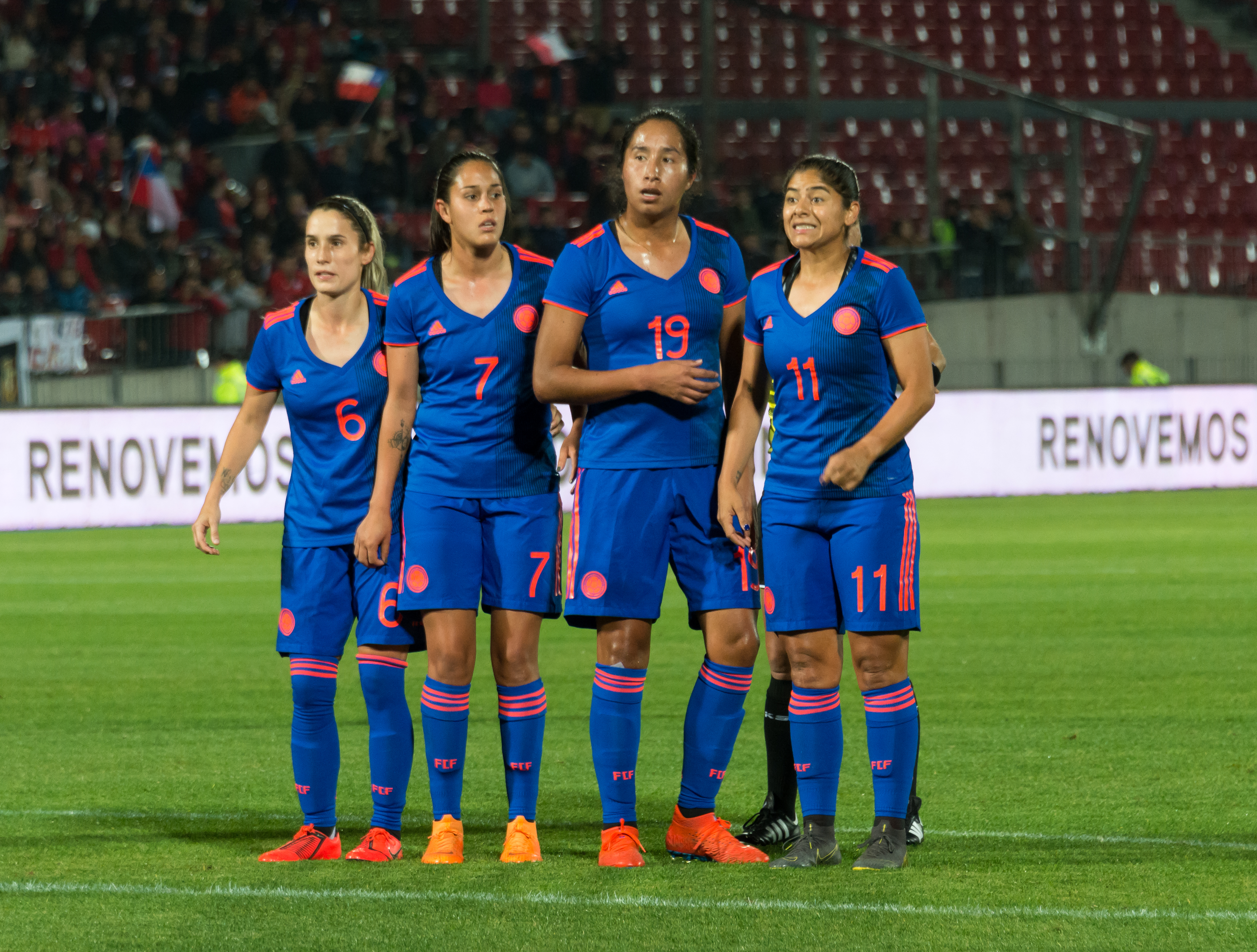
Mayra Ramírez (n°19) avec la Colombie face au Chili en 2019.

Mayra Ramírez est appelée en équipe de Colombie des moins de 17 ans en 2016.
Elle découvre la sélection colombienne en 2018. En 2019, elle remporte les Jeux Panaméricains.
Lors de la coupe du monde 2023, elle atteint les quarts de finale, meilleur résultat de l'histoire de la Colombie.
Lors des Jeux Olympiques de Paris 2024, elle va jusqu'au Quarts de finale, éliminée par l'Espagne Championne du Monde en titre au tir-au-but dans un match serré.

## Style de jeu
Mayra Ramírez est réputée pour son jeu athlétique, mais aussi sa polyvalence.

## Palmarès
Chelsea
- Finaliste de la Coupe de la Ligue anglaise féminine en 2024
- Championne d'Angleterre en 2024 et 2025
- Vainqueuse de la Coupe d'Angleterre en 2025
- Gagnante de la Subway Women's League Cup en 2025